# Orosz Márk
Orosz Márk (Kecskemét, 1989. október 24. –) magyar labdarúgó, csatár.

## Pályafutása
A Ferencvárosnál nevelkedett játékos 2009-ben Olaszországba szerződött, ahol a Crotone, Atletico Arezzo, Catanzaro, illetve a Cavese csapatainak volt tagja, azonban kevés játéklehetőséghez jutott.
2011-ben hazatért Magyarországra, és a Szeged 2011 együttesében 22 mérkőzésen 15 gólt szerzett. Csakhamar felfigyelt rá a Ferencváros vezetősége, és előszerződést kötöttek vele. Így a 2012-2013-as bajnoki idényt már nevelőegyesületénél kezdhette. Első Újpest elleni rangadóján szabadrúgásból gólt szerzett.
2017. június 23-án a másodosztályú Soroksár SC-hez igazolt. Négy szezont töltött a csapatnál, amelynek színeiben a 2018–19-esben volt a legeredményesebb, ekkor 33 tétmérkőzésen tíz gólt szerzett. A Soroksárban 96 tétmérkőzésen lépett pályára és húsz alkalommal volt eredményes. 2021 júniusában távozott a klubtól.

## Sikerei, díjai
Ferencvárosi TC
- Magyar-ligakupa-győztes: 2013